# Adieu bientôt
Albums de Columbine
Enfants terribles
(2017)
Singles
1. Cache-Cache
Sortie : 6 juillet 2018
2. Adieu bientôt
Sortie : 7 septembre 2018
3. Borderline
Sortie : 10 janvier 2019

Adieu bientôt est le troisième album studio du groupe français Columbine, sorti le 28 septembre 2018 sur les labels VMS et Initial Artist Services.

## Historique
Le 6 juillet 2018, Columbine sort le titre Cache-Cache, premier single de leur prochain album. Le 7 septembre, le groupe dévoile le second single de l'album, Adieu bientôt. 
Adieu bientôt est un album composé de vingt titres, d'une durée d'une heure et inspiré des double albums comme ceux du groupe de rap américain OutKast. Comme pour Enfants terribles, la direction artistique est laissée à Foda C et Lujipeka. Dans une interview donnée au journal Ouest-France, Columbine s'exprime sur la confection de l'oeuvre, avançant que la longueur de l'album « n’était pas prémédité. L’idée c’était d’avoir la liberté d’aller dans toutes les directions, de s’éclater. Et de dire aux gens : prenez ce que vous voulez, servez-vous ! ». Le groupe affirme avoir évolué au niveau des sujets traités ainsi que de la maturité : « C’est une question de prise de conscience aussi. C’est en parlant de notre vie, de choses personnelles qu’on touche les gens. Notre style ? Introspectif et contemplatif. ».
L'album est notamment produit par Seezy, Junior Alaprod et Ponko. Les compositions sont autant signées par Foda et Luji que par les compositeurs affiliés du groupe, ainsi que des type beats trouvés sur Internet puis retravaillés ou des inspirations extérieures. Lujipeka sample titre Les Flocons de l'été d'Étienne Daho pour composer Puzzle.
Le 4 mars 2019, Columbine annonce une réédition de Adieu Bientôt intitulée Adieu, au revoir, comprenant dix nouveaux titres composés pendant la tournée d'Adieu Bientour et interprétés par Lujipeka et Foda C. Programmée le 5 avril, la réédition est repoussée au 19 avril pour ne pas sortir en même temps que l'album Deux Frères de PNL.

## Accueil critique
Les Inrocks note que le duo a « opté pour une écriture plus rapide et spontanée » que dans leurs premiers albums et qu'ils « [offrent] des textes parfois déstructurés, accompagnés de voix autotunées ». Un disque où le duo a laissé la place à d'autres producteurs et qui est « mieux ficelé que les premiers [albums], qui traduit bien l'évolution et l'expérience gagnée par le duo ».

## Chiffres et certification
Avec 20.000 ventes en première semaine, l'album est certifié disque d'or en novembre 2018 puis disque de platine en mai 2019.
La réédition Adieu, au revoir est certifiée double disque de platine le 27 mai 2021.

## Liste des titres
| No  | Titre                | Interprète(s)             | Durée |
| --- | -------------------- | ------------------------- | ----- |
| 1.  | Jrefaiscequejevois   | Lujipeka & Foda C         | 4:09  |
| 2.  | Cache-Cache          | Lujipeka & Foda C         | 3:27  |
| 3.  | Adieu bientôt        | Lujipeka & Foda C         | 3:31  |
| 4.  | Bart Simpson         | Lujipeka                  | 3:05  |
| 5.  | Mirador              | Foda C                    | 3:01  |
| 6.  | Borderline           | Lujipeka                  | 2:49  |
| 7.  | La gloire ou l'asile | Lujipeka & Foda C         | 3:06  |
| 8.  | Labo photo           | Sully & Foda C            | 3:29  |
| 9.  | Teen spirit          | Lujipeka & Chaman         | 3:01  |
| 10. | Stockholm            | Foda C                    | 3:38  |
| 11. | Virgin suicide       | Lujipeka & Foda C         | 2:55  |
| 12. | Boîte noire          | Lujipeka                  | 4:02  |
| 13. | Age d'or             | Foda C                    | 3:41  |
| 14. | En vain              | Lujipeka                  | 4:26  |
| 15. | Topless              | Foda C                    | 3:09  |
| 16. | Indochine            | Lujipeka                  | 3:18  |
| 17. | Brûler               | Lujipeka, Foda C & Chaman | 3:41  |
| 18. | Le bal des fous      | Lujipeka                  | 2:26  |
| 19. | Biographie           | Foda C                    | 4:01  |
| 20. | Puzzle               | Lujipeka & Foda C         | 4:04  |

## Titres certifiés
- Cache-cache  Platine [8]
- Adieu bientôt  Platine [9]
- Borderline  Or [10]

## Classement hebdomadaire
| Classement (2018)            | Meilleure position |
| ---------------------------- | ------------------ |
| Belgique (Wallonie Ultratop) | 4                  |
| France (SNEP)                | 2                  |
| Suisse (Schweizer Hitparade) | 31                 |